# Alfred Gratien
Alfred Gratien is een champagnehuis, dat in 1864 in Épernay werd opgericht. Het bedrijf is eigendom van Henkell & Söhnlein Sektkellerei, dat eigendom is van de Duitse firma Dr. August Oetker KG.
Het huis vertrouwt op de ouderwetse lagering van de nog stille champagnes in eiken vaten van 228 liter. Daarin moet de wijn ten minste zes maanden rusten. Na botteling en het toevoegen van de liqueur de tirage volgen nog 36 maanden voor de "prise de mousse", de gisting op fles. De na de dégorgement toegevoegde liqueur d'expédition bestaat uit wijn, rietsuiker en een geheim ingrediënt.

## Champagnes
- De Cuvée Classique Brut is de Brut Sans Année, de meest verkochte champagne en het visitekaartje van het huis. Het is een assemblage van vooral pinot meunier en chardonnay.
- De Brut Rosé is een roséchampagne. Aan de assemblage van chardonnay en pinot meunier wordt rode wijn van pinot noir uit de Champagne toegevoegd om de roze kleur te krijgen.
- De Blanc de Blancs, de blanc de blancs is een witte wijn van witte druiven van de wijnstokken van de chardonnay.
- De Millésime wordt alleen in de beste wijnjaren gemaakt. Bij een millésime werden alle gebruikte druiven in hetzelfde oogstjaar geplukt.
- De Cuvée Paradis brut wordt gemaakt van de beste druiven (de "tête de cuvée") van de chardonnay en pinot noir uit grand cru-gemeenten van de champagne.
- De Cuvée Paradis brut rosé is een roséchampagne.